# Andreas Bedinger
Jonas David Andreas Bedinger, född 23 september 1980, är en svensk TV-chef.
Bedinger började på Sveriges Television år 2003 och arbetade med personaladministration och blev senare personalchef vid allmän-TV i Stockholm.
År 2013 efterträdde han som Maria Groop Russel som chef för allmän-TV i Stockholm.
Groop Russel blev senare chef för hela allmän-TV-divisionen, men lämnade SVT i början av 2019. Bedinger var då tillförordnad divisionschef från den 7 januari. I mars 2019 blev han ordinarie divisionschef. En förändring Bedinger drev var att allmän-TV från den 1 september 2019 bytte namn till Programdivisionen.